# Henry Rosovsky
Henry Rosovsky (geboren 1. September 1927 in Danzig, Freie Stadt Danzig; gestorben 11. November 2022 in Cambridge (Massachusetts)) war ein US-amerikanischer Ökonom und Hochschullehrer.

## Leben
Henry Rosowsky war ein Sohn des Diplomkaufmanns und Holzhändlers Selig Rosowsky und der Sofie Rosowsky, er hatte einen älteren Bruder, die Eltern stammten aus Babrujsk und waren 1920 aus Lettland nach Danzig übersiedelt. Seine Familie floh 1937 unter dem antisemitischen Druck nach Belgien, 1940 gelang ihr die Überfahrt in die USA. Rosovsky leistete zwischen 1946 und 1952 drei Jahre Militärdienst in der US-Army, 1949 erhielt er die amerikanische Staatsbürgerschaft. 1949 machte er einen Bachelor am College of William & Mary in Williamsburg (Virginia) und 1953 einen Master an der Harvard University und wurde dort 1959 bei Alexander Gerschenkron promoviert.
Rosovsky lehrte zunächst bis 1965 Wirtschaftswissenschaften und Wirtschaftsgeschichte an der University of California at Berkeley, wo er ab 1962 das Center for Korean and Japanese Studies leitete. Er kehrte 1965 als Ökonomieprofessor an die Harvard University zurück, wo er auch Dekan der Fakultät wurde. Er nahm wiederholt Lehraufträge in Japan wahr. Er war zeitweilig Mitherausgeber des The Journal of Economic History, des Journal of Interdisciplinary History, des Asian Survey, des Journal of Asian Studies. Er war Mitglied der American Philosophical Society und der American Academy of Arts and Sciences und erhielt zahlreiche Ehrungen, darunter den japanischen Orden des Heiligen Schatzes und den Ritterorden der Ehrenlegion.
Rosovsky heiratete 1956 die aus Israel stammende Unternehmertochter Nitza Brown (1934–2023), sie hatten drei Kinder.

## Schriften (Auswahl)
- Capital Formation in Japan, 1868–1940. New York, 1961. Dissertation
- Quantitative Japanese Economic History. 1961
- (Hrsg.): Industrialization in Two Systems. 1961
- (Hrsg.): Discord in the Pacific. 1972
- Kazushi Ohkawa, Henry Rosovsky: Japanese economic growth : trend acceleration in the twentieth century. Stanford: Stanford University Press, 1973
- Hugh Patrick, Henry Rosovsky (Hrsg.): Asia’s New Giant: How the Japanese Economy Works. Washington, DC: The Brookings Institution, 1976
- The University: An Owner’s Manual. 1990
- Patrice Higonnet, D. Landes, Henry Rosovsky (Hrsg.): Favorites of Fortune. 1991
- Shumpei Kumon, Henry Rosovsky (Hrsg.): The Political Economy of Japan: Cultural and Social Dynamics. Stanford, 1992